# Шапошникова, Софья Сауловна
Софья Сауловна Шапошникова (урождённая Левина; 2 апреля 1927, Днепропетровск — 29 августа 2018, Беэр-Шева) — русский прозаик и поэт.

## Биография
Родилась в Днепропетровске, в семье Саула Осиповича Левина и Доры-Теи Даниловны Левенсон. Отец был бундовцем, управляющим банком в Николаеве; расстрелян в 1937 году. Мать, выпускница Высших женских курсов в Одессе, консерватории и института иностранных языков, преподаватель английский языка, была осуждена как член семьи изменника Родины и отправлена в Темниковские лагеря в Мордовии. Софья поселилась в семье двоюродной сестры матери Анны Иосифовны Неймарк в Одессе.
С началом Великой Отечественной войны — в эвакуации в Семипалатинске, где жила в семье дяди — профессора Соломона Даниловича Левенсона, одного из основателей Одесского политехнического института (1918), создателя Украинского научно-исследовательского холодильного института, заведующего кафедрой двигателей внутреннего сгорания в Одесском институте инженеров морского флота, основателя одесской школы энергетиков холодильного профиля. Работала в подсобном цеху Жана-Семейского мясокомбината. Поступила на литературный факультет эвакуированного в Семипалатинск Ленинградского пединститута, после освобождения Одессы вернулась в город (1944) и продолжила учёбу в Одесском педагогическом институте.
В 1946 году вышла замуж за композитора Льва Александровича Батхана (род. 1924), получившего место преподавателя гармонии в Краснодарском музыкальном училище. В Краснодаре познакомилась с художником и искусствоведом Фёдором Ивановичем Шапошниковым (1926—2016), вышла за него замуж и поселилась в Одессе, работала учителем русского языка и литературы в одесской средней школе, с 1957 года работала в районной газете в Сороках и, наконец, поселилась с мужем в Кишинёве. Работала редактором отдела прозы журнала «Днестр». Кандидат искусствоведения Ф. И. Шапошников был заведующим кафедрой и деканом художественно-графического факультета Одесского педагогического института, позже — заведующим кафедрой истории искусства Кишинёвского института искусств имени Г. Музическу (1975—1981).
Дебютировала стихами и прозой в 1958 году в ленинградском журнале «Костёр» и в том же году в кишинёвском литературном журнале «Днестр». Первая книга «Родика» вышла в 1961 году; впоследствии опубликовала ряд книг прозы (в том числе три романа, один из которых детективный) и, начиная с 1973 года, — поэзии. Произведения переводились на польский, молдавский и украинский языки.
Член Союза писателей СССР. С 1992 года — с мужем в Израиле (Беэр-Шева), где опубликовала роман «После полуночи» и поэтический сборник «Вечерняя книга» (2006, 2009).

## Семья
Двоюродным братом матери был детский писатель Корней Чуковский.
Троюродный брат — математик В. А. Рохлин.

## Книги
- Родика (повесть). Кишинёв: Картя молдовеняскэ, 1961. — 137 с. — 15000 экз.
- Зарянские капитаны (рассказы). Кишинёв: Картя молдовеняскэ, 1962. — 110 с. — 15000 экз.
- Парашют не раскрылся (рассказы). Кишинёв: Картя молдовеняскэ, 1962. — 187 с. — 15000 экз[13].
- Я дарю тебе солнце (рассказы). Кишинёв: Картя молдовеняскэ, 1963. — 110 с. — 15000 экз.
- Пожелайте мне счастья (повесть и рассказы). Кишинёв: Картя молдовеняскэ, 1964. — 293 с. — 15000 экз[14].
- Дом над катакомбами (повести и рассказы). Кишинёв: Картя молдовеняскэ, 1965. — 70 c. — 15000 экз.
- Досрочный выпуск (роман). Кишинёв: Картя молдовеняскэ, 1967. — 436 с. — 15000 экз.
- Кто ты, Лёнька? (рассказы). Кишинёв: Картя молдовеняскэ, 1967. — 110 с. — 15000 экз.
- Конец тихой улицы (рассказы). Кишинёв: Картя молдовеняскэ, 1968. — 192 с. — 15000 экз.
- Начальник угрозыска (повести). Кишинёв: Картя молдовеняскэ, 1970. — 251 с. — 15000 экз.
- В погонах и без погон (роман). Кишинёв: Картя молдовеняскэ, 1972. — 383 с. — 15000 экз.
- Предвечерье (стихи). Кишинёв: Картя молдовеняскэ, 1973. — 143 с. — 2500 экз.
- В погонах и без погон (роман). Кишинёв: Картя молдовеняскэ, 1976. — 383 с. — 50000 экз.
- Миг до зари (стихи). Кишинёв: Литература артистикэ, 1977. — 223 с. — 3500 экз.
- Снегопад в октябре (повесть). М.: Советский писатель, 1978. — 296 с. — 30000 экз.
- Встречные ветры (повести и рассказы). Кишинёв: Картя молдовеняскэ, 1979. — 340 с. — 30000 экз.
- Дом над катакомбами (повести, рассказы). Кишинёв: Литература артистикэ, 1980. — 208 с. — 75000 экз.
- Ливни (стихи). М.: Советский писатель, 1981. — 95 с. — 10000 экз.
- Потревоженный день (стихи). Кишинёв: Литература артистикэ, 1981. — 186 с. — 5000 экз.
- В погонах и без погон (роман). Кишинёв: Литература артистикэ, 1984. — 461 с. — 75000 экз.
- Благополучный исход (рассказы и повесть). Кишинёв: Литература артистикэ, 1986. — 279 с. — 30000 экз.[15]
- Общий вагон (стихи). Кишинёв: Литература артистикэ, 1988. — 286 с. — 3000 экз [16]
- Дом над катакомбами (повести и рассказы). Кишинёв: Литература артистикэ, 1989. — 208 с. — 75000 экз.[17]
- После полуночи (роман). Тель-Авив: Мория, 1996. — 375 с.
- Вечерняя книга: стихи разных лет. Тель-Авив: Мория, 2006; 2-е, расширенное издание — там же, 2009. — 299 с.
- Гений в плену, или в плену у гения (поэма). Иерусалим: Скопус, 2010.
- Листая жизнь свою: новые стихи. Тель-Авив: Мория, 2012.